# Uropterygius marmoratus
Uropterygius marmoratus är en fiskart som först beskrevs av Bernard-Germain de Lacépède, 1803.  Uropterygius marmoratus ingår i släktet Uropterygius och familjen Muraenidae. Inga underarter finns listade i Catalogue of Life.